# Chionomys gud
Chionomys gud es una especie de roedor de la familia Cricetidae.

## Distribución geográfica
Se encuentra en Azerbaiyán, Georgia, Rusia y Turquía. 
Su hábitat natural son bosques templados.